# Скумін Львович Тишкевич
Скумін (Іван) Львович Тишкевич (пол. Skumin Lwowicz Tyszkiewicz; пом. 10 жовтня 1563) — руський боярин, державний діяч ВКЛ. Починальник однієї з гілок Тишкевичів, що проіснувала до 1808. 

## Біографія
Народився на зламі XVI століття як первісток київського боярина Льва Тишкевича й Фекли N. Мав брата Звіра (Олександра) (нар. не пізніше 1508 — пом. після 1578), — київського городничого (1563–69) і остерського державця (з 1563). Рано залишився сиротою, що, одначе, не завадило зробити кар'єру.  
В 1524 році Скумін побрався із Мариною Мелешкович, дочкою дворянина господарського Мартина Івановича (нареченій же на момент одруження виповнилось доперва 14 літ).   
На переписі війська 1528 р. виставив з успадкованого обійстя Дікушки доволі скромний 6-кінний загін. Був мозирським урядником (1541), справцею тамтешнього замку (1556). Згодом обійняв посади старости чорнобильського (1558–63) й маршалка господарського, «служачи на дворех ихъ королевское милости веръне, працовите и накладне». Спільно із Миколаєм Нарушевичем займався проведенням «волочної поміри» на півдні й сході нинішньої Білорусі.
Тишкевич неодноразово їздив яко посол ВКЛ до кримського хана чи пак «царя перекопського» Девлет I Герая (1554, 1559–60, 1561–62). Під час другої поїздки Скумін звідав нападу ногайців, ледь не загинув, «и в статъку своем великую шкоду и вътрату прынял». До Вільні він вернувся з кримськими посланцями на чолі з Хаджи-Алі-беєм. Вони привезли ярлик, яким хан «жалував» Литві ті самі володіння, що і попереднього разу в 1552 році, декларував взаємне прощення та безпеку торговців й пообіцяв перешкоджати кримцям, а також османським жителям з Ак-Кермана, Очакова та Азова нападати на землі ВКЛ, суворо карати можливих винуватців та відшкодувати будь-які збитки. Вперше в ярлику були згадані ногайці як піддані хана, від імені яких укладався мир.
Сигізмунд II Август відзначив заслуги Скуміна й дарував тому село Чернин, що лежить непоодаль Остера (привілей від 28.11.1560). Остання ж місія з метою допровадження упоминків затрималася більш ніж на пів року в очікуванні сприятливої нагоди проїхати Диким полем (вислана ханом первісна «стреча» для супроводу посла виявилась замалою, довелося ждати у Києві й вже під охороною запорозьких козаків і людей М. Вишневецького рушити в путь). Під час навідин Криму Тишкевич, зокрема, ознаймив хана про перебіг Лівонської війни з московським царем, спонукуючи до набігу на землі останнього. 
По воротті на батьківщину боярин подав скаргу на київських міщан, війта Семена Мелешковича та Василя Черевчея, які роком раніше відмовились давати Тишкевичу комяги, гребців й провіант під посольство, а його слуг й перекладача «сбили и змордовали и некоторых з них шкодливе поранили». Міщани ж доводили, що Скумін вимагав від них понадміру, «немало яловицу з домов и череды их побрати казал», а відтак зі своїми людьми прибув до ратуші, побив Черевчея й запроторив того до в'язниці. За браком часу король не став детально розглядати судову справу, повелів відпустити міщан й наказав їм надалі завжди пристойно обходитися з господарськими послами.

### Родина
З дружиною Скумін Львович мав синів Дмитра та Федора й дочок: 
- Магдалина (1537 — 16 лютого 1599) уклала перший шлюб з багатим землевласником Іваном Юрійовичем Хребтовичем, удруге побралася з волинським шляхтичем Іваном Петровичем Кирдей-Мильським. Овдовівши, вона прийняла постриг в дубенськім монастирі, де померла й була похована[17];
- Олена пішла під вінець з кн. Іваном Васильовичем Крошинським. Муж записав їй 1500 коп грошей на Осташині[be], однак згодом став мантачити обійстя й зле обходитися з дружиною, що призвело до судової тяжби із тестем (1561)[18]. Відтак та побралась з мінським войським Стефаном Юрійовичем Ваньковичем, з яким прижила синів Адама, Олександра й Григорія і дочку Марину[19].
- Тетяна[b] виходила заміж тричі: за N Турчановського, N Подаровського та вовковиського земянина Івана Бака. За словами мемуариста Ф. Євлашевського, жінка була надто скупою, останнього ж чоловіка, хоча й «до зобраня пенезей ему помогла, але от датку на збор новокгродский и учинки милосерные звыкло отвела»[20];
- Ганна стала дружиною Михайла Григоровича Коленди, дяка великокняжої канцелярії у Вільні, діда київського унійного митрополита Гавриїла Коленди[21];
- Софія одружилась з Йосипом Немиричем, мала з ним 2 синів[22].

Овдовівши, М. Мелешкович більше заміж не виходила; померла 28 липня 1598, 3 вересня була похована при Спасо-Преображенській церкві с. Дікушки (Лідський повіт). Сам Тишкевич, як вказує Афанасій Кальнофойський в Тератургімі, знайшов останній спочивок у Києво-Печерській лаврі, де був встановлений надгробок із його повним ім'ям: «Ян Гурин Скумінович Львович» (патронімічна форма «Скумінович», імовірно, є помилкою транскрибування). Кальнофойський також помістив у своїй книзі віршовану епітафію польською мовою (переклав Валерій Шевчук): 

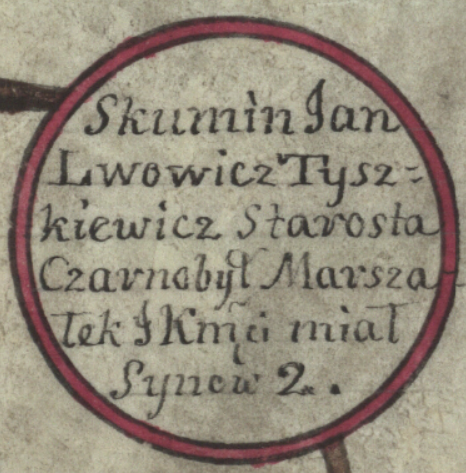
Фрагмент з родоводу Тишкевичів, XVIII століття.

| Ruski Pyrrusie, sarmacki Hektorze, Wtóry żołnirzu, którego mać morze, Cny TYSZKIEWICZU, gdy cię Ruś wynosi, Gdy twoje sprawy światu mężne głosi. Tudzież Bellona swoję dardę spięła Nam pozajźrzawszy, na swój cię dwór wzięła: Cóż rzec? Boginią nikt nie będzie gromić, Nikt boskich sądów nie pomyśli łomić. To łzy ociera, to przecię mniej boli, Że już przeciwnej ujdziesz tamo doli, Gdzie czarną Charon wozi łodzią dusze, Że tam nie będziesz dobrze sobie tuszę. Już Radamantus sądzić cię nie będzie, Ani Eacus na twą zgubę siędzie, Już Prozerpiny fladrowane dwory, I cymmeryjskie pominiesz komory. Z Marsem boginia gdyż cię już wpisali, W swe księgi, mężem światu obwołali, Nie boj nie zwiędną nigdy twoje cnoty, Boć je odmładza sławy trębacz złoty. | Руський Парбусе, сарматський Гекторе, Другий жовніре, що міць його в зморі, Чесний Тишкевич, тебе Русь виносить, Як твої справи у світі голосить. Тут і Беллона свої дарди зводить, Нас полонивши, у свій двір зводить, Речі Богині ніхто не погромить, Божих садів і у думці не зломить. Сльози втирає, так менш печуть болі, Як супротивне побачить там, долі, Де човном Харон везе людей душі, Що там не будеш, себе тішить мусиш. Вже Радамантус не буде садити Ані Еакус на згубу судити, Ти Прозерпіни фладровані двори, І Циммерійські минаєш комори. З Марсом, Богине, коли записали, У свої книги, то мужем назвали, Тож не бійсь звіддя — залишаться цноти, Славу оновить твою трубач злотий. |